# Birmania ai Giochi della XVII Olimpiade
La Birmania partecipò ai Giochi della XVII Olimpiade che si sono svolti a Roma dal 25 agosto all'11 settembre 1960, con una delegazione di 10 atleti impegnati in cinque discipline.
Fu la quarta partecipazione di questo paese ai Giochi olimpici. Non furono conquistate medaglie.